# Down In Albion
Down in Albion is het debuutalbum van de Babyshambles. Het album is in 2005 uitgekomen en geproduceerd door Mick Jones (The Clash). Op het eerste nummer "La Belle et la Bête" oftewel Belle en het Beest is de knipperlichtvriendin van Pete Doherty, Kate Moss, te horen.
Down In Albion behaalde de tiende plek in de UK Album Chart.

## Tracks
1. "La Belle et la Bête" (featuring Kate Moss)
2. "Fuck Forever"
3. "Á Rebours"
4. "The 32nd of December"
5. "Pipedown"
6. "Sticks & Stones"
7. "Killamangiro"
8. "8 Dead Boys"
9. "In Love with a Feeling"
10. "Pentonville" (The General en Pete Doherty)
11. "What Katy Did Next"
12. "Albion"
13. "Back from the Dead"
14. "Loyalty Song"
15. "Up the Morning"
16. "Merry Go Round"